# Song of Seven
Albums de Jon Anderson
Olias of Sunhillow
(1976) Animation
(1982)
Song of Seven est le deuxième solo du chanteur Jon Anderson. Il est sorti en 1980 sur le label Atlantic Records.

## Histoire
L'enregistrement et la parution de l'album prennent place après le départ de Jon Anderson du groupe Yes. Contrairement à son premier album solo, Olias of Sunhillow, sur lequel il jouait de tous les instruments, il fait appel à des musiciens de studio sur Song of Seven. Il baptise le groupe formé par ces musiciens « The New Life Band ». L'album donne lieu à sa première tournée en solo.
Les chansons Some Are Born, Days, Everybody Loves You et Hear It remontent aux séances d'enregistrement de l'album de Yes Tormato, en 1978. Les démo de Some Are Born et Days figurent en bonus de la réédition CD de Tormato sortie en 2004. Les arrangements de ces chansons sur Song of Seven sont influencées par le rhythm and blues et la musique celtique.

## Fiche technique

### Chansons
Toutes les chansons sont écrites et composées par Jon Anderson, sauf Heart of the Matter (Jon Anderson, Ronnie Leahy (en)).
| 1. | For You for Me           | 4:21 |
| 2. | Some Are Born            | 4:03 |
| 3. | Don't Forget (Nostalgia) | 2:59 |
| 4. | Heart of the Matter      | 4:18 |
| 5. | Hear It                  | 1:48 |

| 6. | Everybody Loves You | 4:06  |
| 7. | Take Your Time      | 3:07  |
| 8. | Days                | 3:28  |
| 9. | Song of Seven       | 11:16 |

### Musiciens
- Jon Anderson : chant, guitare acoustique (2), claviers (1, 7, 8), harpe (9)
- Ronnie Leahy (en) : claviers (1-9)
- Damian Anderson : claviers (5), voix d'enfant (9)
- Ian Bairnson (en) : guitare (1-3, 5-8), basse (2), chœurs (2)
- Clem Clempson : guitare (4,9)
- John Giblin : basse fretless (1, 3, 6-9)
- Jack Bruce : basse (4)
- Mel : basse (5)
- Morris Pert (en) : batterie, percussions (1-3, 5-7, 9)
- Simon Phillips : batterie (4)
- Dick Morrissey : saxophone (2, 4)
- Johnny Dankworth : saxophone alto (3)
- Chris Rainbow : chœurs (2-4, 6, 8, 9)
- Deborah Anderson (en) : voix d'harmonie (9)
- « Petite Jade » (Jade Anderson (en)) : voix d'enfant (9)
- quatuor à cordes Delmé, dirigé par David Ogden (9)

### Équipe de production
- Jon Anderson : producteur
- Mike Dunne : ingénieur du son
- Brian Gaylor : électronique
- Jon Anderson : pochette
- Alwyn Clayden : direction artistique, conception
- Ian Nicholson : illustrations

### Classements et certifications
| Pays (classement)             | Meilleure position |
| ----------------------------- | ------------------ |
| États-Unis (Billboard 200)    | 143                |
| Royaume-Uni (UK Albums Chart) | 38                 |